# Flugrost

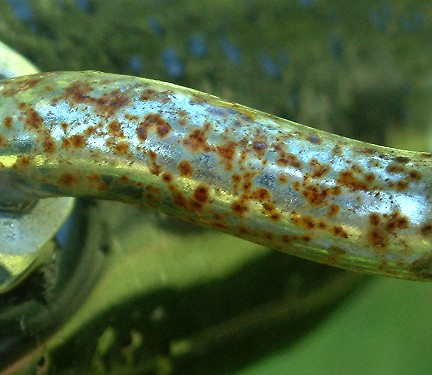
Flugrost auf einem verchromten Rohr

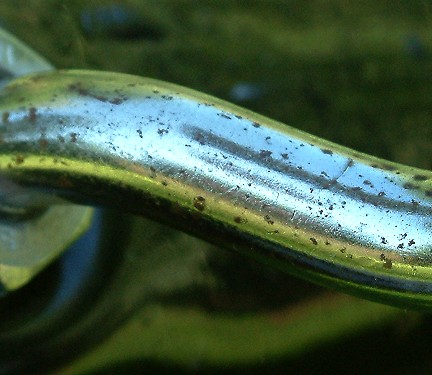
Dasselbe Rohr nach einer Reinigung

Flugrost bezeichnet nach DIN 50 900, Teil 1 (Begriffe der Korrosion) eine beginnende Korrosion von Eisen oder Stahl.
Die Bezeichnung Flugrost geht zurück auf feine Eisenstäube, die an der Luft durch Feuchtigkeit und Sauerstoff rosten und sich auf Gegenständen niederschlagen. Sie entstanden beispielsweise am Bremssystem alter Eisenbahnen. Metallteile in der Umgebung der Staubquelle sehen verrostet aus, obwohl nur die Oberfläche von Roststaub bedeckt ist. Zur Rostbeseitigung genügt ein einfaches Abwischen des Staubes.
In Fachkreisen und auch normativ wird Flugrost als dünne Rostschicht auf Stahloberflächen bezeichnet, die sich nach dem Strahlen sehr schnell bildet. Ein einfaches Abwischen ist hierbei zur Rostbeseitigung nicht möglich. Hierfür bedarf es zur korrekten Untergrundvorbereitung (z. B. vor Durchführung einer Beschichtung) einer Strahlung mit hartem Strahlgut.
Umgangssprachlich ist mit Flugrost meist eine Rostschicht auf einer Oberfläche gemeint, die sich leicht abputzen lässt. Beispielsweise entstehen ausgedehnte Rostflecken auf einer beschädigten Chrombeschichtung. An freiliegenden Stellen rostet das darunter liegende Stahlblech, während sich der Rost auf der Chromoberfläche verteilt.